# Josep Palau i Claveras
Josep Palau i Claveras (Barcelona, 3 de juliol de 1903 — Barcelona, 3 de desembre de 1985) fou un llibreter, editor, crític cinematogràfic i musical, i escriptor català.
Fou fill d'Antoni Palau i Dulcet, natural de Montblanc, i de Concepció Claveras i Cañal, natural de Vic. Fou germà del bibliotecari, catedràtic, bibliògraf i editor Agustí Palau i Claveras i de l'atleta, llibreter, escriptor i dibuixant Miquel Palau i Claveras, entre altres germans.
Especialitzat en temes cinematogràfics i musicals, col·laborà a El Matí, Mirador, Destino, etc. Entre d'altres, publicà El cinema soviètic. Cinema i revolució (1932), Filosofia i música (1935), Vida de Wagner (1945), Historia del Cine (1946), El somriure de sa Boquera (1949) i El llibre de Tossa (1952), així com Tristán, un amor de Ricardo Wagner, La experiencia amorosa del joven Goethe i Historia de la Opera.